# Anhelina Schachrajtschuk
Anhelina Schachrajtschuk (ukrainisch Ангеліна Шахрайчук, eng. Angelina Shakhraychuk, * 5. November 1999) ist eine ukrainische Tennisspielerin, -Trainerin und Model.

## Karriere
Schachrajtschuk spielt bislang überwiegend Turniere auf der ITF Women’s World Tennis Tour, wo sie bisher zwei Doppeltitel gewonnen hat.

### College Tennis
2016 bis 2020 spielte sie für das Damentennisteam der Lady Bears der Baylor University.

## Turniersiege

### Doppel
| Nr. | Datum             | Turnier             | Kategorie   | Belag     | Partnerin         | Finalgegnerin                    | Ergebnis         |
| --- | ----------------- | ------------------- | ----------- | --------- | ----------------- | -------------------------------- | ---------------- |
| 1.  | 7. Oktober 2016   | Chișinău            | ITF $10.000 | Sand      | Weronika Kapschaj | Estelle Cascino Kyra Shroff      | 6:3, 3:6, [10:4] |
| 2.  | 26. November 2016 | Scharm asch-Schaich | ITF $10.000 | Hartplatz | Barbara Bonić     | Elena-Teodora Cadar Brenda Njuki | 2:6, 6:2, [10:4] |

## Persönliches
Anhelina ist die Tochter des ehemaligen Eishockeyspielers und Trainers Wadym Schachrajtschuk und Suitlana Shakhraichuk. Sie arbeitet als Model und Tennistrainerin. Nach eigenen Angaben auf ihrem Instagram-Profil wurde sie in Deutschland geboren, ist in der Ukraine aufgewachsen und lebt nun in Florida.